# Plagioscyphus danguyanus
Plagioscyphus danguyanus là một loài thực vật có hoa trong họ Bồ hòn. Loài này được Capuron miêu tả khoa học đầu tiên năm 1969.